# いぶき野 (和泉市)
いぶき野（いぶきの）は、大阪府和泉市のトリヴェール和泉北地区にある地名。現行行政地名はいぶき野一丁目からいぶき野五丁目。

## 地理
和泉市の北部に位置し、駅前の商業施設を除いては住宅街が広がる。北に池田下町、南東に万町、南西に唐国町、西に箕形町、北西に弥生町と接している。

## 地価
調査基準日2022年（令和4年）1月1日時点での公示地価は、いぶき野5丁目6番16号の地点で141,000円/m2。

## 用途地域
用途地域と建蔽率、容積率は以下の通り。
| 用途地域                 | 建蔽率 | 容積率 |
| ------------------------ | ------ | ------ |
| 第一種低層住居専用地域   | 50%    | 100%   |
| 第一種中高層住居専用地域 | 60%    | 200%   |
| 第二種住居地域           | 60%    | 200%   |
| 商業地域                 | 80%    | 400%   |

## 住居表示
町内全域で住居表示が実施されている。街区と実施年月日は以下の通り。
| 丁目           | 街区   | 実施年月日                |
| -------------- | ------ | ------------------------- |
| いぶき野一丁目 | 1-22番 | 1991年（平成3年）11月24日 |
| いぶき野二丁目 | 1-38番 | 1993年（平成5年）5月30日  |
| いぶき野三丁目 | 1-24番 | 1991年（平成3年）11月24日 |
| いぶき野四丁目 | 1-6番  | 1995年（平成7年）2月26日  |
| いぶき野五丁目 | 1-8番  | 1995年（平成7年）2月26日  |

## 歴史
- 1992年（平成4年）4月1日 - 和泉市立いぶき野小学校、和泉市立北池田中学校開校[14][15]。
- 1995年（平成7年）4月1日 - 泉北高速鉄道線和泉中央駅開業。
- 2003年（平成15年）4月27日 - 和泉シティプラザ開館。

## 産業事業所数と従業者数
2014年（平成26年）7月1日現在の産業事業所数と従業者数は以下の通り。
| 丁目           | 事業所数 | 従業員数 |
| -------------- | -------- | -------- |
| いぶき野一丁目 | 14箇所   | 73人     |
| いぶき野二丁目 | 20箇所   | 143人    |
| いぶき野三丁目 | 18箇所   | 374人    |
| いぶき野四丁目 | 22箇所   | 473人    |
| いぶき野五丁目 | 161箇所  | 2,715人  |

## 世帯数と人口
2015年（平成27年）10⽉1⽇現在の世帯数と人口は以下の通り。
| 丁目           | 0-14歳 | 15-64歳 | 65歳- | 丁目計  |
| -------------- | ------ | ------- | ----- | ------- |
| いぶき野一丁目 | 102人  | 668人   | 183人 | 953人   |
| いぶき野二丁目 | 102人  | 802人   | 353人 | 1,257人 |
| いぶき野三丁目 | 537人  | 2,872人 | 533人 | 3,942人 |
| いぶき野四丁目 | 738 人 | 2,168人 | 546人 | 3,452人 |
| いぶき野五丁目 | 153人  | 862人   | 188人 | 1,203人 |

## 小・中学校の通学区域
市立小・中学校の通学区域は以下の通り。
| 丁目           | 街区 | 小学校                 | 中学校               |
| -------------- | ---- | ---------------------- | -------------------- |
| いぶき野一丁目 | 全域 | 和泉市立いぶき野小学校 | 和泉市立北池田中学校 |
| いぶき野二丁目 | 全域 | 和泉市立いぶき野小学校 | 和泉市立北池田中学校 |
| いぶき野三丁目 | 全域 | 和泉市立いぶき野小学校 | 和泉市立北池田中学校 |
| いぶき野四丁目 | 全域 | 和泉市立いぶき野小学校 | 和泉市立北池田中学校 |
| いぶき野五丁目 | 全域 | 和泉市立いぶき野小学校 | 和泉市立北池田中学校 |

## 交通

### 鉄道
- 南海泉北線 - 和泉中央駅[18]

### バス
- 南海バス和泉中央線[19]
  - 系統
    - 301系統：和泉府中駅前 - 和泉市立総合医療センター前 - 和泉中央駅[注釈 3]
    - 301V系統：和泉府中駅前 - 和泉市立総合医療センター玄関口 - 和泉中央駅

  - 停留所
    - 和泉中央駅
    - いぶき野三丁目[注釈 4]
    - いぶき野一丁目[注釈 5]

### 主な道路
- 阪和自動車道
- 大阪府道223号三林岡山線
- 和泉市道和泉中央線

## 施設

### 公園
- 中央公園 - いぶき野四丁目6番
- いぶき野1号公園 - いぶき野一丁目16番1号
- いぶき野2号公園 - いぶき野二丁目18番5号
- いぶき野3号公園 - いぶき野三丁目12番13号
- いぶき野4号公園 - いぶき野五丁目3番
- いぶき野5号公園 - いぶき野二丁目37番
- いぶき野6号公園 - いぶき野二丁目30番13号

### 学校
- 和泉市立いぶき野小学校 - いぶき野三丁目3番1号[14]
- 和泉市立北池田中学校 - いぶき野三丁目4番1号[15]

### その他
- 和泉中央駅前交番 - いぶき野五丁目1番12号
- エコール・いずみ - いぶき野五丁目1番11号[20]
- 和泉シティプラザ - いぶき野五丁目4番7号[21]
- 和泉郵便局 - いぶき野五丁目4番1号[22]
- 和泉中央駅前郵便局 - いぶき野四丁目5番2号[23]